# 藤本淳吾
藤本 淳吾（ふじもと じゅんご、1984年3月24日 - ）は、神奈川県大和市出身の元プロサッカー選手。現役時代のポジションはミッドフィールダー。元日本代表。

## クラブ経歴

### プロ入り以前
小学生の頃より地元の横浜マリノスプライマリーに入り、そのまま中学1年までマリノスの下部組織に所属。しかし中学2年に上がるときにメンバーに残ることができず、横浜栄FCを経て桐光学園高校に進学した。
高校時代は、U-16、U-17日本代表に選出され、2001 FIFA U-17世界選手権に出場。グループリーグ敗退も3戦全てに先発出場した。
しかし、高校サッカー選手権には縁が無く、同じU-17日本代表だった阿部祐大朗のいる桐蔭学園に屈し続け、最後の冬も県大会決勝で敗れている（目立った成績は、高校3年時のインターハイベスト8ぐらいである）。各年代の日本代表には選ばれ続けたものの、チームとしてタイトルには縁遠かったこともあり、高校3年生の時に正式なオファーを貰ったのは当時J2の川崎フロンターレのみ。元サッカー選手の父親で日本鋼管で活躍した藤本貢壽から「現状ではプロに行っても長くプレーできないかもしれない」と言われたこと、また地元のJ1チーム・マリノス以外なら筑波大学進学と決めていたこともあって大学進学を決意。
筑波大学でも1年時よりレギュラーを獲得。1年時の第76回関東大学サッカーリーグ戦では2得点1アシスト。2年時の第77回関東大学リーグでは4得点5アシスト。第52回全日本大学サッカー選手権大会決勝では貴重な決勝点（筑波大1-0駒大）を挙げ、2連覇に貢献。大会ベストMFに。3年時の第78回関東大学リーグでは同大学を4年ぶり14回目の優勝に導き、自身も5得点7アシストでアシスト王とベストイレブンに輝いている。さらに4年時の第79回関東大学リーグでも12アシストでアシスト王とベストイレブンに輝く。これらの活躍から、大学在籍4年間を通して大学選抜に選ばれ続けた。筑波での同期には秋葉陽一、中野洋司、阿部翔平がいる。
日本代表関連では、2005年6月の第33回トゥーロン国際大会参加のU-21日本代表メンバーに選ばれ、また8月のユニバーシアード・イズミル大会では背番号10番を背負い司令塔として日本を3連覇に導き、大会MVPと得点王（6得点）に輝いている。

### 清水エスパルス時代
2005年、清水エスパルスの特別指定選手 としてナビスコカップに1試合出場（2005年6月11日の予選リーグ第6節名古屋グランパスエイト戦に先発出場）。
目覚しい活躍をみせた大学時には、高校時代とは打って変わって多くのJ1クラブが獲得候補選手リストに掲げ争奪戦を繰り広げたが、その中から藤本は清水エスパルスを選択。2006年に正式加入した。清水を選んだのは、特別指定選手として練習に参加した際、軽いプレーをした藤本に対して長谷川健太監督が「やる気がないなら帰れ」と叱責、このことからお客さん扱いではなく1人の戦力として見てくれていることに喜びを感じ清水でプレーしたいという気持ちがわいたためと語っている。
プロ1年目でその前年に引退したミスター・エスパルスこと澤登正朗の後継者として指名され、ルーキーながら澤登のトレードマークでもあった背番号10を受け継いだ。シーズンの序盤はコンディション作りや怪我に悩まされ安定した活躍ができなかったが、シーズン終盤ポジションを右サイドハーフに移し視野を広げたことでプレーの幅が広がり爆発的な活躍をした。第31節、第32節では2試合でプロ入りして初のハットトリックを含む5得点1アシストを記録するなど、28試合出場8得点4アシストで1シーズン目を終えた。これらの活躍が評価され2006年シーズンのJリーグ新人王（奇しくも初代新人王は澤登）に選ばれ、第39回内閣総理大臣杯日本プロスポーツ大賞新人賞を受賞。
2007年のJリーグオールスターサッカーに東西両軍を合わせ最多得票を集めて選出され出場した。
2008年7月22日大宮アルディージャ戦で相手タックルにより左足首を負傷。精密検査の結果、左足腓骨骨折および左足首内側靭帯損傷で全治3ヶ月の重症であることが判明、2008年シーズン残り試合の出場は絶望的となった。翌2009年シーズンの第2節で復帰。その影響もあって2009年は1得点にとどまった。
2010年は小野伸二の加入に伴い、4-3-3の右ウイングに転向。自己最多の13得点を挙げ、初のJリーグベストイレブンに選出。

### 名古屋グランパス時代
2011年より名古屋グランパスに移籍。背番号は8となった。4月12日に行われたACLグループステージ第2節のアル・アイン戦で、フリーキックからグランパスでの公式戦初ゴールを決めた。リーグ戦では9得点を挙げるなど名古屋の優勝争いに貢献し、2年連続でベストイレブンに選出された。
2012年10月20日、Jリーグ第29節サガン鳥栖戦で、Jリーグ通算200試合出場となった。

### 横浜F・マリノス時代
2013シーズン終了後、名古屋から契約延長オファーを受けるも、2014年1月8日に名古屋からの退団が発表され同日に横浜F・マリノスへの移籍が発表された。背番号は同じくマリノスの下部組織出身にして桐光学園高校の先輩、さらには同じレフティの司令塔として尊敬する中村俊輔の背番号25を受け継いだ。2014年シーズンはレギュラーとしてリーグ戦26試合に出場したが、コンディション不良が続き常に負傷を抱えていたことで満足な結果を残せなかった。
2015年は開幕当初こそ先発出場が多かったが、この年マリノスの監督に就任したエリク・モンバエルツのスピード重視の起用方針により、後半戦の先発出場は4試合に留まり2nd第9節以降のリーグ戦出場はわずか1分と出場機会が激減した。

### ガンバ大阪時代
2016年、清水時代の監督だった長谷川健太が指揮を執るガンバ大阪から獲得オファーを受け、1月11日にガンバ大阪に完全移籍することが発表された。しかしいざ開幕するとベンチ入りも困難になり、J3のU-23チームでプレーすることもあった。
2017年4月21日、第8節の大宮アルディージャ戦で移籍後初のリーグ戦アシストを記録した。5月14日、第11節の北海道コンサドーレ札幌戦で移籍後初得点を決めた。6月25日、第16節の川崎フロンターレ戦で、史上95人目となるJ1リーグ通算300試合出場を達成した。8月5日のヴァンフォーレ甲府戦で右膝前十字靭帯を断裂。翌年3月の練習試合で7ヶ月ぶりに実戦に復帰した。
2018年5月12日、第14節の古巣横浜FM戦で60メートルの超ロングシュートを決めた。
2019年7月15日、京都サンガF.C.へ期限付き移籍する事を発表。2020年1月8日、契約満了によりG大阪および京都を退団した。

### SC相模原時代
2020年8月21日、SC相模原への加入が発表された。
2021年3月21日の明治安田生命J2リーグ第4節・大宮戦にて決勝ゴールを決めた。この試合がSC相模原のJ2初勝利となった。
2022年11月7日、SC相模原は契約期間の満了と契約を更新しないことを発表した。その後、12月27日に2022年シーズンでの現役引退が発表された。

## 代表経歴
2007年に日本代表候補に初選出され、自身の誕生日である3月24日に行われたペルー戦でフル代表デビューを果たす。
2010年8月、2年10か月ぶりに代表に招集される。2011年アジアカップ決勝のオーストラリア戦では、決勝トーナメント準決勝の韓国戦で負傷帰国したエース香川に代わり先発メンバーに抜擢されるが、試合の流れを引き込むには至らず、後半途中に交代している。
2012年2月24日のキリンチャレンジカップ・アイスランド戦で代表初得点を挙げた。

## 現役引退後
2023年1月12日、マリノスサッカースクールのコーチに就任することが発表された。

## 所属クラブ
- - 000年 - 1996年 横浜マリノスプライマリー（大和市立福田小学校[12]）
- 1996年 - 1997年 横浜マリノスジュニアユース（大和市立渋谷中学校[12]）
- 1997年 - 1998年 横浜栄FC（大和市立渋谷中学校[12]）
- 1999年 - 2001年 桐光学園高等学校
- 2002年 - 2005年 筑波大学
  - 2005年 清水エスパルス (特別指定選手)
- 2006年 - 2010年  清水エスパルス
- 2011年 - 2013年  名古屋グランパス
- 2014年 - 2015年  横浜F・マリノス
- 2016年 - 2019年  ガンバ大阪
  - 2019年7月 - 同年12月  京都サンガF.C.（期限付き移籍）
- 2020年8月 - 2022年  SC相模原

## 個人成績
| 国内大会個人成績 | 国内大会個人成績 | 国内大会個人成績 | 国内大会個人成績 | 国内大会個人成績 | 国内大会個人成績 | 国内大会個人成績 | 国内大会個人成績 | 国内大会個人成績 | 国内大会個人成績 | 国内大会個人成績 | 国内大会個人成績 |
| 年度             | クラブ           | 背番号           | リーグ           | リーグ戦         | リーグ戦         | リーグ杯         | リーグ杯         | オープン杯       | オープン杯       | 期間通算         | 期間通算         |
| 年度             | クラブ           | 背番号           | リーグ           | 出場             | 得点             | 出場             | 得点             | 出場             | 得点             | 出場             | 得点             |
| 日本             | 日本             | 日本             | 日本             | リーグ戦         | リーグ戦         | リーグ杯         | リーグ杯         | 天皇杯           | 天皇杯           | 期間通算         | 期間通算         |
| ---------------- | ---------------- | ---------------- | ---------------- | ---------------- | ---------------- | ---------------- | ---------------- | ---------------- | ---------------- | ---------------- | ---------------- |
| 2002             | 筑波大           | 15               | -                | -                | -                | -                | -                | 1                | 0                | 1                | 0                |
| 2005             | 筑波大           | 10               | -                | -                | -                | -                | -                | 2                | 1                | 2                | 1                |
| 2005             | 清水             | 35               | J1               | 0                | 0                | 1                | 0                | -                | -                | 1                | 0                |
| 2006             | 清水             | 10               | J1               | 28               | 8                | 5                | 0                | 3                | 3                | 36               | 11               |
| 2007             | 清水             | 10               | J1               | 34               | 7                | 4                | 1                | 3                | 0                | 41               | 8                |
| 2008             | 清水             | 10               | J1               | 18               | 2                | 6                | 4                | 0                | 0                | 24               | 6                |
| 2009             | 清水             | 10               | J1               | 27               | 1                | 9                | 0                | 5                | 0                | 41               | 1                |
| 2010             | 清水             | 10               | J1               | 32               | 13               | 8                | 1                | 4                | 1                | 44               | 15               |
| 2011             | 名古屋           | 8                | J1               | 33               | 9                | 0                | 0                | 3                | 0                | 36               | 9                |
| 2012             | 名古屋           | 8                | J1               | 33               | 2                | 2                | 2                | 4                | 0                | 39               | 4                |
| 2013             | 名古屋           | 8                | J1               | 28               | 3                | 2                | 0                | 1                | 0                | 31               | 3                |
| 2014             | 横浜FM           | 25               | J1               | 26               | 3                | 2                | 0                | 1                | 2                | 29               | 5                |
| 2015             | 横浜FM           | 25               | J1               | 19               | 3                | 3                | 0                | 3                | 0                | 25               | 3                |
| 2016             | G大阪            | 25               | J1               | 13               | 0                | 5                | 0                | 1                | 0                | 19               | 0                |
| 2017             | G大阪            | 25               | J1               | 14               | 1                | 0                | 0                | 2                | 0                | 16               | 1                |
| 2018             | G大阪            | 25               | J1               | 21               | 2                | 6                | 0                | 1                | 0                | 28               | 2                |
| 2019             | G大阪            | 25               | J1               | 2                | 0                | 6                | 0                | 0                | 0                | 8                | 0                |
| 2019             | 京都             | 50               | J2               | 8                | 0                | -                | -                | -                | -                | 8                | 0                |
| 2020             | 相模原           | 4                | J3               | 15               | 0                | -                | -                | -                | -                | 15               | 0                |
| 2021             | 相模原           | 4                | J2               | 32               | 7                | -                | -                | 1                | 0                | 33               | 7                |
| 2022             | 相模原           | 10               | J3               | 31               | 4                | -                | -                | -                | -                | 31               | 4                |
| 通算             | 日本             | 日本             | J1               | 328              | 54               | 59               | 8                | 31               | 6                | 418              | 68               |
| 通算             | 日本             | 日本             | J2               | 40               | 7                | -                | -                | 1                | 0                | 41               | 7                |
| 通算             | 日本             | 日本             | J3               | 46               | 4                | -                | -                | -                | -                | 46               | 4                |
| 通算             | 日本             | 日本             | 他               | -                | -                | -                | -                | 3                | 1                | 3                | 1                |
| 総通算           | 総通算           | 総通算           | 総通算           | 414              | 65               | 59               | 8                | 35               | 7                | 508              | 80               |

- 2005年は特別指定選手として出場

その他の公式戦
| 2016   | G大23  | 25     | J3     | 4 | 2 | 4 | 2 |
| 通算   | 日本   | 日本   | J3     | 4 | 2 | 4 | 2 |
| 総通算 | 総通算 | 総通算 | 総通算 | 4 | 2 | 4 | 2 |

- 2011年
  - スーパーカップ 1試合0得点
- 2014年
  - スーパーカップ 1試合0得点
- 2016年
  - スーパーカップ 1試合0得点

| 国際大会個人成績 | 国際大会個人成績 | 国際大会個人成績 | 国際大会個人成績 | 国際大会個人成績 |
| 年度             | クラブ           | 背番号           | 出場             | 得点             |
| AFC              | AFC              | AFC              | ACL              | ACL              |
| ---------------- | ---------------- | ---------------- | ---------------- | ---------------- |
| 2011             | 名古屋           | 8                | 7                | 3                |
| 2012             | 名古屋           | 8                | 5                | 2                |
| 2014             | 横浜FM           | 25               | 4                | 0                |
| 2016             | G大阪            | 25               | 4                | 0                |
| 通算             | AFC              | AFC              | 20               | 5                |

- 公式戦初出場 - 2005年6月11日 ナビスコカップGS第6節 vs名古屋グランパス（日本平スタジアム）
- Jリーグ初出場 - 2006年3月5日 J1第1節 vsヴァンフォーレ甲府（山梨県小瀬スポーツ公園陸上競技場）
- Jリーグ初得点 - 2006年3月11日 J1第2節 vs名古屋グランパス（日本平スタジアム）

## 代表歴
- 国際Aマッチ初出場 - 2007年3月24日 キリンチャレンジカップ2007 vsペルー代表（横浜国際総合競技場）
- 国際Aマッチ初得点 - 2012年2月24日 キリンチャレンジカップ2012 vsアイスランド代表（大阪長居スタジアム）

### 出場大会
- 2000年 U-16日本代表
- 2001年 U-17日本代表、U-18日本代表
- 2005年 ユニバーシアード日本代表、U-21日本代表
- 2007年 - 2012年 日本代表

### 試合数
- 国際Aマッチ 13試合 1得点(2007年 - 2012年)

| 日本代表 | 国際Aマッチ | 国際Aマッチ |
| 年       | 出場        | 得点        |
| -------- | ----------- | ----------- |
| 2007     | 4           | 0           |
| 2008     | 0           | 0           |
| 2009     | 0           | 0           |
| 2010     | 2           | 0           |
| 2011     | 4           | 0           |
| 2012     | 3           | 1           |
| 通算     | 13          | 1           |

### 出場
| No. | 開催日         | 開催都市 | スタジアム                           | 対戦国         | 結果 | 監督         | 大会                                   |
| --- | -------------- | -------- | ------------------------------------ | -------------- | ---- | ------------ | -------------------------------------- |
| 1.  | 2007年3月24日  | 横浜     | 横浜国際総合競技場                   | ペルー         | ○2-0 | オシム       | キリンチャレンジカップ2007             |
| 2.  | 2007年6月1日   | 袋井     | エコパスタジアム                     | モンテネグロ   | ○2-0 | オシム       | キリンカップサッカー2007               |
| 3.  | 2007年6月5日   | さいたま | 埼玉スタジアム2002                   | コロンビア     | △0-0 | オシム       | キリンカップサッカー2007               |
| 4.  | 2007年10月17日 | 大阪     | 大阪長居スタジアム                   | エジプト       | ○4-1 | オシム       | AFCアジア/アフリカチャレンジカップ2007 |
| 5.  | 2010年9月4日   | 横浜     | 日産スタジアム                       | パラグアイ     | ○1-0 | 原博実       | キリンチャレンジカップ2010             |
| 6.  | 2010年9月7日   | 大阪     | 大阪長居スタジアム                   | グアテマラ     | ○2-1 | 原博実       | キリンチャレンジカップ2010             |
| 7.  | 2011年1月9日   | ドーハ   | カタールSCスタジアム                 | ヨルダン       | △1-1 | ザッケローニ | AFCアジアカップ2011                    |
| 8.  | 2011年1月29日  | ドーハ   | ハリファインターナショナルスタジアム | オーストラリア | ○1-0 | ザッケローニ | AFCアジアカップ2011                    |
| 9.  | 2011年10月7日  | 神戸     | ホームズスタジアム神戸               | ベトナム       | ○1-0 | ザッケローニ | キリンチャレンジカップ2011             |
| 10. | 2011年10月11日 | 大阪     | 大阪長居スタジアム                   | タジキスタン   | ○8-0 | ザッケローニ | 2014 FIFAワールドカップ・アジア3次予選 |
| 11. | 2012年2月24日  | 大阪     | 大阪長居スタジアム                   | アイスランド   | ○3-1 | ザッケローニ | キリンチャレンジカップ2012             |
| 12. | 2012年2月29日  | 豊田     | 豊田スタジアム                       | ウズベキスタン | ●0-1 | ザッケローニ | 2014 FIFAワールドカップ・アジア3次予選 |
| 13. | 2012年8月15日  | 札幌     | 札幌ドーム                           | ベネズエラ     | △1-1 | ザッケローニ | キリンチャレンジカップ2012             |

### ゴール
| #  | 開催年月日    | 開催地 | スタジアム         | 対戦国       | 勝敗 | 試合概要                   |
| -- | ------------- | ------ | ------------------ | ------------ | ---- | -------------------------- |
| 1. | 2012年2月24日 | 大阪   | 大阪長居スタジアム | アイスランド | ○3-1 | キリンチャレンジカップ2012 |

## 指導歴
- 2023年 -  横浜F・マリノス
  - 2023年 スクールコーチ
  - 2024年 - ユース コーチ

## タイトル

### クラブ
筑波大学
- 全日本大学サッカー選手権大会：2回（2002年、2003年）
- 関東大学サッカーリーグ戦1部：1回（2004年）
- 茨城県サッカー選手権大会：3回（2002年、2003年、2005年）

名古屋グランパス
- FUJI XEROX SUPER CUP：1回（2011年）

### 代表
日本代表
- キリンカップサッカー：1回（2007年）
- AFCアジアカップ：1回（2011年）

### 個人
- 関東大学サッカーリーグ・アシスト王：2回（2004年、2005年）[5]
- 関東大学サッカーリーグ・ベストイレブン：2回（2004年、2005年）[5]
- ユニバーシアード・MVP（2005年）[5]
- ユニバーシアード・得点王（2005年）[5]
- Jリーグ・新人王（2006年）
- Jリーグアウォーズ・優秀選手賞（2006年）
- Jリーグベストイレブン：2回（2010年、2011年）